# Клён Давида

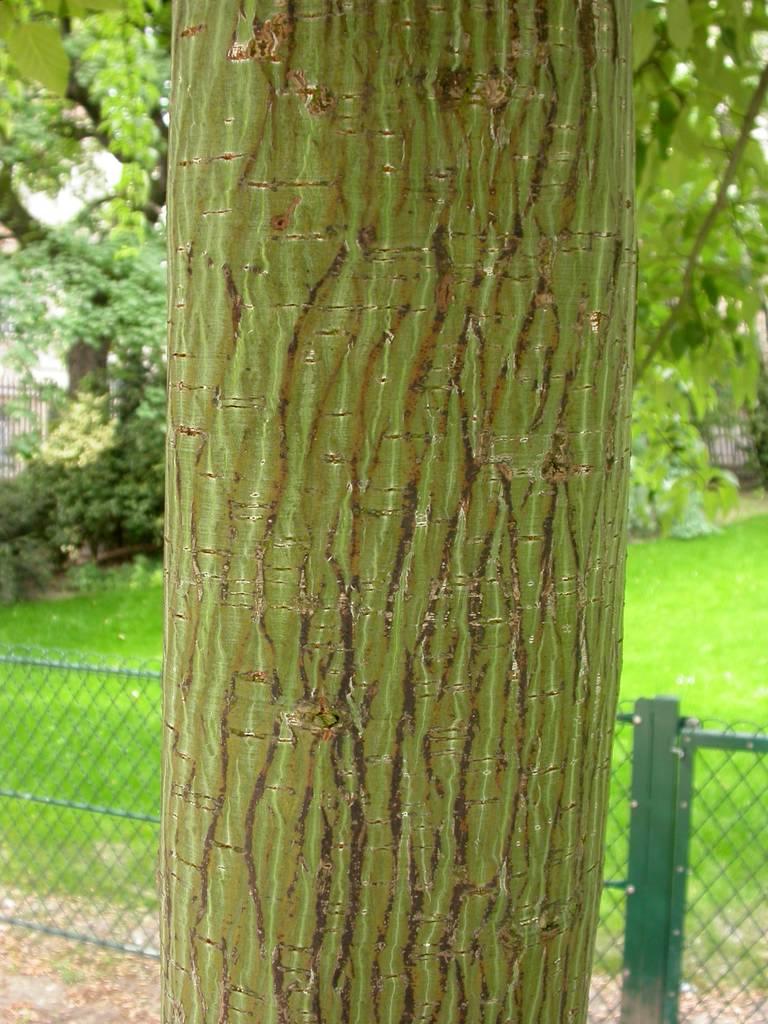
Ствол

Клён Давида (лат. Acer davidii, кит. 青榨枫 qing zha feng), называемый также змеекорым клёном Давида — вид деревьев из рода Клён (лат. Acer) семейства Сапиндовые (лат. Sapindaceae).
Это дерево, покрытое корой с характерным зелёно-белым полосатым рисунком произрастает в центральном и южном Китае, где поднимается в горы до высот в 3000 метров.

## Описание
Клён Давида достигает 15 м в высоту и в ширину. Габитус открытый с широко свисающими в стороны ветвями. Название «змеекорый» указывает на окраску коры, напоминающую змеиную кожу. Молодые ветки красные или зеленоватые и неопушённые. Более старая кора приобретает зелёный цвет, расчерченный белыми продольными полосами, встречаются также коричневые, серые и красноватые отметины.
Тёмно-зелёные листья этого клёна имеют около 10 см в длину и лишь слегка зазубрены. У большинства сортов листья обретают великолепную расцветку осенью. Форма листа варьирует от продолговатой яйцеобразной до округлой или даже сердцеобразной. Кончик листа заострён, реже вытянут. Жилки на нижней стороне молодых листьев покрыты красноватым пушком.
Весной появляются очень маленькие, чаще желтоватые цветы в метёлкообразных соцветиях. Цветки бывают мужские и обоеполые, иногда оба типа на одном дереве, некоторые деревья образуют только мужские цветы. В цветке 5 чашелистиков, 5 лепестков и 8 тычинок. Нектарный диск находится внутри тычиночного круга.
Плод представляет собой крылатку, крылышки в которой расположены в линию.

## Выращивание в качестве декоративного дерева
Клён Давида предпочитает богатые, кислые или нейтральные некальцинированные почвы.
Как декоративное дерево он хорош в качестве солитера, но может применяться и в группах. Прекрасно сочетается с рододендронами.
Существуют различные сорта клёна Давида, например A. davidii 'Rosalie', 'Ernest Wilson', 'Serpentine', 'змеекорый клён Гроссера'. Осенняя расцветка сорта 'George Forrest' непримечательна.
Выращивается в ботанических садах. В Санкт-Петербурге, в парке Ботанического сада Петра Великого БИН РАН плодоносит.

## Классификация
Вид Acer davidii входит в секцию Macrantha и близкородственен другим видам «змеекорых клёнов», таким как Клён змеекорый (Acer capillipes) и Клён рыжеватожилковый (Acer rufinerve) .
Различают следующие подвиды:
- A. davidii ssp. grosseri (Pax) De Jong — листья меньше, пальчатые, соцветия с меньшим количеством цветов, распространён северней.
- A. davidii ssp. davidii

### Таксономия
Вид Клён Давида входит в род Клён (Acer) семейства Сапиндовые (Sapindaceae).

|  |                                      |  |                                                       |                                                       |                      |  | ещё 8 семейств (согласно Системе APG II) | ещё 8 семейств (согласно Системе APG II) |                   |  |  |  | ещё более 100 видов |
|  |                                      |  |                                                       |                                                       |                      |  | ещё 8 семейств (согласно Системе APG II) | ещё 8 семейств (согласно Системе APG II) |                   |  |  |  | ещё более 100 видов |
|  |                                      |  |                                                       | порядок Сапиндоцветные                                |                      |  |                                          |                                          | род Клён          |  |  |  |                     |
|  |                                      |  |                                                       | порядок Сапиндоцветные                                |                      |  |                                          |                                          | род Клён          |  |  |  |                     |
|  | отдел Цветковые, или Покрытосеменные |  |                                                       |                                                       | семейство Сапиндовые |  |                                          |                                          | вид Клён Давида   |  |  |  |                     |
|  | отдел Цветковые, или Покрытосеменные |  |                                                       |                                                       | семейство Сапиндовые |  |                                          |                                          |                   |  |  |  |                     |
|  |                                      |  | ещё 44 порядка цветковых растений (по Системе APG II) | ещё 44 порядка цветковых растений (по Системе APG II) |                      |  |                                          | ещё 140—150 родов                        | ещё 140—150 родов |  |  |  |                     |
|  |                                      |  |                                                       | ещё 44 порядка цветковых растений (по Системе APG II) |                      |  |                                          |                                          | ещё 140—150 родов |  |  |  |                     |